# たけしアート☆ビート
『たけしアート☆ビート』は、NHK BSプレミアムで2011年4月6日から2012年3月14日まで毎週水曜日21:00 - 21:57（JST）に放送された、音楽・芸術系エンターテイメントテレビ番組である。通称は「アート☆ビート」。ビートたけしの冠番組でNHKでは初のレギュラー番組となる。ステレオ放送、文字多重放送が実施された。

## 概要
ビートたけしが当番組パーソナリティ（メイン司会）を務め、たけしが今一番会いたい旬のアーティストを世界各地に訪ね、そのアーティストの作品の魅力を体感しつつ作品制作の苦労やアーティストの素顔に迫る番組である。
2011年1月16日に番組のパイロット版『たけしアート☆ビート「スタッフ・ベンダ・ビリリ編」』を放送した。来日中のコンゴ出身のバンド「スタッフ・ベンダ・ビリリ」と対談した。その他、ゾマホン、HIDEBO、ハイポセッションズ、山口晃、宮田亮平らがゲスト出演した。
また、東京芸術大学・宮田亮平学長らをコメンテーターとして迎え、「アートの新しい発想」についてたけしとざっくばらんに語るコーナー『たけしアート☆トーク』のコーナーもあった（第18回から第21回は放送されず、第27回はイタリア・パリにある画材屋「セヌリエ」をたけしが訪問する企画が放送された）。
2011年5月28日（土曜日）に特別番組が総合テレビで、21:00 - 22:00（JST）に放送された。

## 放送日時
NHKBSプレミアム
- レギュラー放送：
  - 開始当初 - 2011年9月21日：20:00 - 20:57（JST）
  - 2011年10月12日 - ：毎週水曜日 21:00 - 21:57

- 再放送
  - 当週の毎週金曜日 8:30 - 9:30（JST）
  - 翌週の毎週月曜日深夜 24:00 - 25:00（JST）

NHKワールド・プレミアム
- NHK BSプレミアムの初回放送から2日後の毎週金曜日深夜（土曜日未明）24:15 - 25:15（JST）
2012年4月からはNHKワールドTVで月2回、これまで日本国内で放送された内容を30分に再編集し、英語音声を吹き替えた英語版が放送される。また英語版は、2014年9月11日より、香港の香港電台でも放送されている。

## 出演者

### 司会
- ビートたけし

### 準レギュラー
- 宮田亮平（『たけしアート☆トーク』レギュラー、ビエンナーレ特集にも出演）

### 『たけしアート☆トーク』ゲスト
- ジミー大西（第1回〜第2回、第8回）
- 辛酸なめ子（同上第3回、第5回、第11回、第13回）
- 土佐信道（同上第4回、第6回、第12回）
- 奈良美智（同上第7回、第9回、第22回〜第23回、第29回）
- 山口晃（同上第10回、第14回、第16回）
- 茂木健一郎（同上第15回、第17回）
- 会田誠（同上第24回、第26回、第28回、第30回）
- 南條史生（同上第25回、第31回）
- 篠原勝之（同上第32回）

### ナレーション
- 磯部弘
- 赤平大

## 放送リスト
|               | 放送日                 | アーティスト                                                                           | 特集テーマ                                                       |
| ------------- | ---------------------- | -------------------------------------------------------------------------------------- | ---------------------------------------------------------------- |
| #1            | 2011/4/6               | 蔡國強（火薬の爆薬で描く画家）                                                         |                                                                  |
| #2            | 2011/4/13              | セビアン・グローバー（タップダンサー）                                                 |                                                                  |
| #3            | 2011/4/27              | 辻村史朗（奈良の陶芸家）                                                               |                                                                  |
| #4            | 2011/5/4               | 堀木エリ子（和紙デザイナー）                                                           |                                                                  |
| #5            | 2011/5/11              | 杉本博司（現代美術作家）                                                               |                                                                  |
| #6            | 2011/5/18              | 佐野藤右衛門（造園家）                                                                 |                                                                  |
| #7            | 2011/6/1               | 柚木沙弥郎（染色工芸作家）                                                             |                                                                  |
| #8            | 2011/6/8               | 辻井伸行（音楽家）                                                                     |                                                                  |
| #9            | 2011/6/15              | 荒木経惟（写真家）                                                                     |                                                                  |
| #10           | 2011/6/22              | 小川三夫（宮大工棟梁）                                                                 |                                                                  |
| #11           | 2011/7/6               | 山村浩二（アニメーション作家）                                                         |                                                                  |
| #12           | 2011/7/13              | 平田暁夫（帽子デザイナー）                                                             |                                                                  |
| #13           | 2011/7/20              | テオ・ヤンセン（アーティスト）                                                         |                                                                  |
| #14           | 2011/8/31              | マリア・パヘス（フラメンコダンサー・振付家）                                           |                                                                  |
| #15           | 2011/9/7               | 奥山清行（カーデザイナー）                                                             |                                                                  |
| #16           | 2011/9/14              | 室瀬和美（漆芸家）                                                                     |                                                                  |
| #17           | 2011/9/21              | 田窪恭治（美術家）                                                                     |                                                                  |
| #18           | 2011/10/12             | クリスチャン・ボルタンスキー（現代芸術家）                                             | ベネチア・ビエンナーレスペシャル                                 |
| #19           | 2011/10/19             | 名嘉睦稔（版画家） 照屋林賢（ミュージシャン）                                          | 沖縄アートスペシャル                                             |
| #20           | 2011/11/2              | 稲嶺盛吉（ガラス工芸作家） 上原美智子（織物作家）                                      | 沖縄アートスペシャル                                             |
| #21           | 2011/11/9              | 小林研一郎（指揮者）                                                                   |                                                                  |
| #22           | 2011/11/16             | ブルーノ・アマディ（ガラス工芸作家）                                                   |                                                                  |
| #23           | 2011/11/30             | 高橋智隆（ロボットクリエーター）                                                       |                                                                  |
| #24           | 2011/12/7              | 三沢厚彦（彫刻家）                                                                     |                                                                  |
| #25           | 2011/12/14             | 吉原義人（刀匠）                                                                       |                                                                  |
| #26           | 2011/12/21             | 坂田栄一郎（ポートレート写真家）                                                       |                                                                  |
| #27           | 2012/1/11              | バルタバス(Bartabas)（馬術舞台の演出家）                                               |                                                                  |
| #28           | 2012/1/18              | ダニエル・オスト（フラワーアーティスト）                                               |                                                                  |
| #29           | 2012/2/1               | 山口源兵衛（和服の帯プロデューサー）                                                   |                                                                  |
| #30           | 2012/2/8               | 坂茂（建築家）                                                                         |                                                                  |
| #31           | 2012/2/15              | 観世清和（能楽観世流家元）                                                             |                                                                  |
| #32           | 2012/2/29              | 石田廣義（料理人）                                                                     |                                                                  |
| #33（最終回） | 2012/3/14              | 山口源兵衛（和服の帯プロデューサー） 佐野藤右衛門（造園家） 観世清和（能楽観世流家元） | 特別編 日本文化スペシャル （テーマを「日本文化」に絞った総集編） |
| SP            | 2013/1/31 21:00〜23:00 | 千住博（京都造形芸術大学学長） 川村毅（劇作家・演出家） ヤノベケンジ（現代美術家）     | 楽しくなければやっぱりアートじゃないスペシャル                   |
| SP            | 2013/9/22 23:00〜23:59 | ヤノベケンジ（現代美術家）                                                             | アートで日本を元気にする! 小豆島編                               |
| SP            | 2013/9/29 23:00〜23:59 | ヤノベケンジ（現代美術家） 奈良美智（芸術家） 名和晃平（芸術家）                       | アートで日本を元気にする! 愛知編                                 |

## スタッフ
- ナレーション：磯部弘、赤平大
- 撮影：小野貴宏、小谷野貴樹、秋谷英雄、小野塚正直
- 音声：佐藤隆彦、中村浩一
- 照明：森浦良太
- 美術：丸山覚
- 編集：北村英人、宮田耕平、三宮和明
- 音響効果：大山豊、田村智之
- 構成：都築浩、浜栄一
- リサーチャー：前田奈苗、平松郁
- コーディネーター：松尾公子
- 協力：スパイラルビジョン、アックス
- ディレクター：細原亮太、竹本有希、上西浩之、松谷光絵、小林俊博、棟方大介、三澤隆之、西山義和、鈴木葉子
- プロデューサー：水野紀子、大田和恵子
- 制作統括：中池豪平、田中雅之、関山幹人、瀬崎一世、李フミコ
- 制作：NHKエンタープライズ
- 制作・著作：NHK、イースト・エンタテインメント、ノマド